# Pelidnota malyi
Pelidnota malyi är en skalbaggsart som beskrevs av Soula 2010. Pelidnota malyi ingår i släktet Pelidnota och familjen Rutelidae. Inga underarter finns listade i Catalogue of Life.